# Texas hold 'em

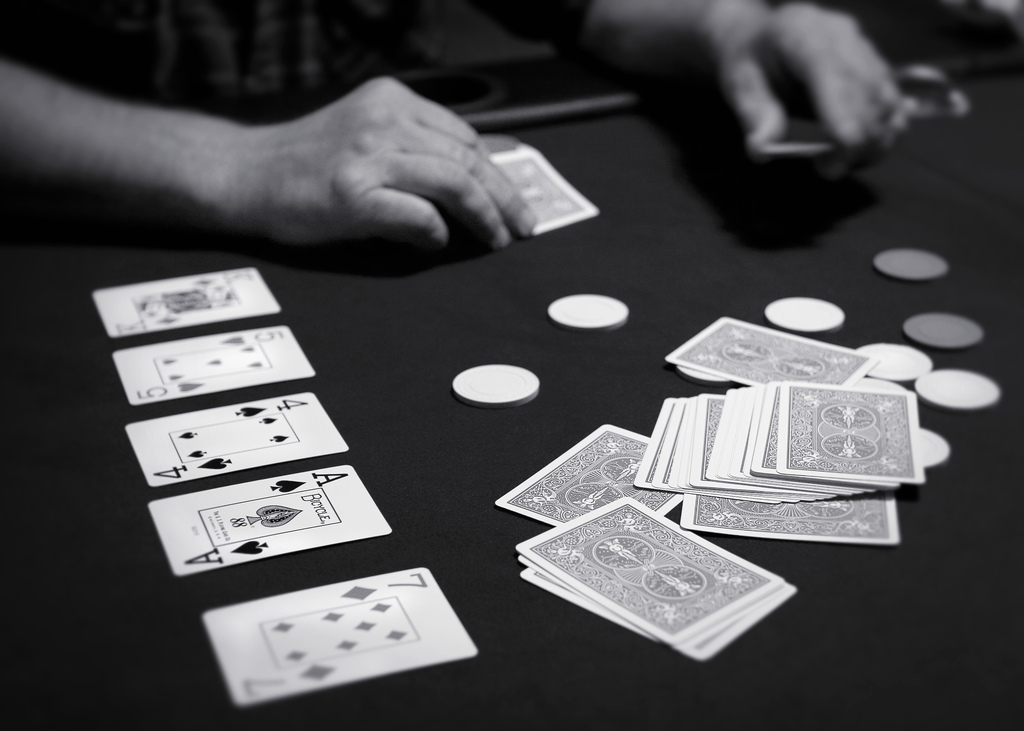
A execução de uma jogada de Texas Hold'em

Texas Hold'em (também Hold'em ou Holdem) é um estilo de jogo de poker onde o jogador recebe duas cartas (essas cartas iniciais geralmente são conhecidas como hole cards) e podem utilizar mais cinco cartas comunitárias. É também a variante de pôquer mais popular na maioria dos cassinos. Seu formato sem limite de apostas é utilizado em vários grandes eventos da World Series of Poker. Apesar de teoricamente poder ser jogado por até 22 jogadores (ou ainda 23, se não forem queimadas cartas a cada turno), é geralmente jogado por entre duas a dez pessoas. É uma das variantes do pôquer que mais preza a posição do jogador à mesa.

## Origem
Robstown, Texas, na primeira década do século XX.

## Regras
As descrições abaixo assumem familiaridade com as regras básicas do pôquer, e das mãos possíveis em cada jogo.

### Objetivo
Como várias outras variantes do pôquer, o objetivo do Texas hold 'em é ganhar o pote, isto é, ganhar a soma em dinheiro de aposta apostada pelos outros jogadores da mesa. Um pote é ganho tanto pela descida do melhor jogo de cinco cartas das sete possíveis, ou pela desistência de todos os outros jogadores por apostas não acompanhadas.

### Estrutura da aposta

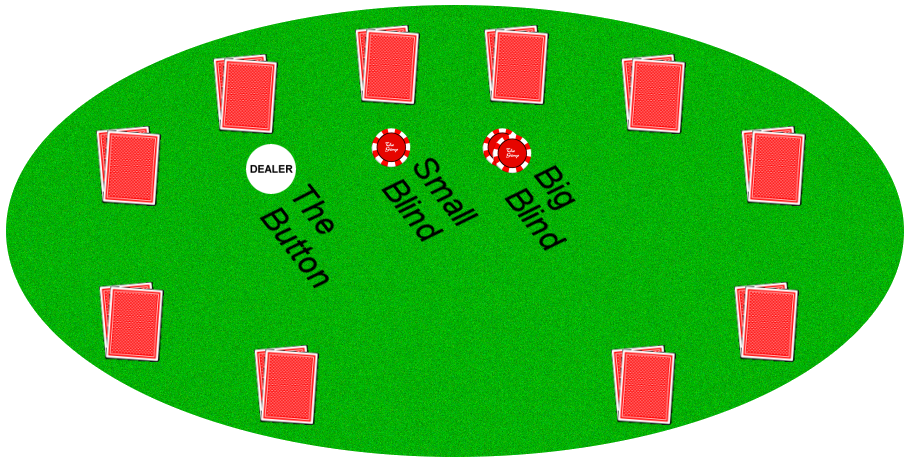
A estrutura de carteado do Texas hold 'em

Hold 'em é normalmente jogado usando small blinds e big blinds. Uma aposta comunitária, conhecida como ante, também pode ser utilizada em conjunto com os blinds, particularmente depois de várias rodadas em um jogo de campeonato. Um indicador do carteador é usado para representar o jogador na posição de distribuição das cartas. A cada jogada o indicador é movimentado em sentido horário, mudando a posição do carteador e dos blinds. O small blind é pago pelo jogador à esquerda do carteador, e geralmente equivale à metade do big blind. O big blind é pago pelo jogador à esquerda do small blind, e equivale à aposta mínima do jogo. Em jogos de campeonato, o preço do blind e da jogada comunitária periodicamente aumenta com o progresso do torneio. Em alguns casos, o small blind é alguma fração do big blind diferente de 50%, especialmente quando a aposta mínima possui valor ímpar. Por exemplo, quando o big blind está em $15, o valor do small blind geralmente utilizado é $10.
As três maiores variações do Hold 'em são o Hold 'em de aposta limitada, Hold 'em sem limite de aposta e Hold 'em limitado pelo pote.
Hold 'em de aposta limitada é historicamente a forma mais popular do jogo em cassinos. Nele, as apostas e aumentos durante as duas primeiras rodadas de aposta devem ser iguais ao big blind. Nas outras jogadas as apostas e aumentos devem ser iguais ao dobro do big blind.
Hold 'em sem limite é a forma mais comum em torneios televisionados. Nele, os jogadores podem apostar ou aumentar qualquer valor entre o big blind e a quantia que dispõem em jogo (o chamado tudo em jogo (do inglês all-in) no jargão do jogo).
No Hold 'em limitado pelo pote, o limite das apostas e aumentos é o tamanho atual do pote.

### Procedimento da Rodada
Primeiramente, deve-se definir quem será o carteador (Dealer). Para isso, embaralha-se o baralho e são distribuídas uma carta para cada jogador, aquele que receber a maior carta será o carteador.
O carteador embaralhará as cartas, que será cortado pelo jogador à sua direita, e distribuirá duas cartas, não consecutivas, para cada jogador a partir do small blind, em seguida para o big blind, e assim por diante. Portanto, o carteador será o último a receber as cartas.
Importante: o carteador só distribuirá as cartas se os blinds tiveram realizado suas apostas. Os "blinds" são assim definidos porque devem fazer uma aposta "cega", ou seja, sem ter primeiro a oportunidade de conhecer suas 2 cartas e portanto suas chances de vitória.
Em seguida, o jogador a esquerda do big blind dá continuidade a rodada tomando a decisão de sair da rodada, abandonando suas cartas, ou continuar e manter a aposta outrora feita, ou continuar e aumentar a aposta. Logo depois, sempre em sentido horário, o próximo jogador deve tomar sua decisão e assim por diante.
Em cada rodada devem ser satisfeitas 2 condições:
1. Todos os jogadores devem ter a oportunidade de tomar uma decisão: "call" (cobrir a aposta), "raise" (aumentar a aposta), "fold"(abandonar) ou "check" (passar a vez).
2. Todos os jogadores devem cobrir a aposta mais alta feita na rodada, o que é justo pois assim todos apostam a mesma quantia e ninguém sai prejudicado.

Tendo sido satisfeitas essas condições, a primeira rodada é finalizada. Se nesse caso todos cobriram a aposta do "big blind" e ninguém deu um "raise", então a rodada de apostas é finalizada. Esta fase de distribuição de cartas aos jogadores e de apostas se chama Pré-Flop.
Após essa rodada, o carteador descarta uma carta do baralho e mostra o Flop, que consiste em três cartas comunitárias. Novas apostas são iniciadas pelo small blind, seguindo o sentido horário. Vamos supor que o "small blind" não queira fazer nenhuma aposta ou "raise". Ele também não tem como dar um "call", ou seja, cobrir uma aposta, já que a rodada é nova e ninguém fez um "raise" antes dele. Vamos supor também que ele não queira abandonar, ou seja, dar um "fold". Nesse caso então ele pode dar um "check" ou seja, passar a vez e esperar a decisão dos adversários. A rodada então continua com cada jogador tomando sua decisão.
Após a rodada do Flop é descartada um carta e mostrada a quarta carta comunitária, o turn, seguida da terceira rodada de apostas, também iniciada pelo small blind seguindo o sentindo horário.
Posteriormente, é descartada uma carta e a quinta e última carta comunitária é mostrada, o river, seguida de uma nova rodada de apostas.
Se após a última rodada de apostas ainda restam pelo menos dois jogadores, a descida das cartas individuais é feita.

### Descida das cartas (Show Down)
Se um jogador aposta e todos os outros desistem, o jogador remanescente ganha o pote e não precisa mostrar suas cartas. Se pelo menos dois jogadores ainda restam após a rodada final de apostas, a descida das cartas (conhecida na língua inglesa como show down) é feita. Nesse momento, cada jogador mostra (sendo que o jogador que executou a última ação, isto é, pagou a última aposta, é o último a mostrar suas cartas) suas cinco melhores cartas entre suas duas individuais e as cinco comunitárias. O jogador pode utilizar ambas as suas cartas individuais, somente uma ou até mesmo nenhuma.
Se houver empate entre jogadores na escolha da melhor mão, então o pote é dividido entre eles. Caso sobre alguma ficha, ela pertencerá ao jogador participante do empate mais próximo do carteador em sentido horário.

### Classificação das jogadas
|    | Jogada                   | Jogada inglesa          | Descrição                                                                 |  | Combinações possíveis |
| -- | ------------------------ | ----------------------- | ------------------------------------------------------------------------- |  | --------------------- |
| 1  | Sequência Real           | Royal Straight Flush    | São 5 cartas seguidas do mesmo naipe até ao As.                           |  | 4                     |
| 2  | Sequência de mesmo naipe | Straight Flush          | São 5 cartas seguidas do mesmo naipe que não seja do 10 até ao As.        |  | 36                    |
| 3  | Quadra ou Poker          | Four of a kind          | São quatro cartas com numeração idênticas.                                |  | 624                   |
| 4  | Full House ou Full Hand  | Full House or Full Hand | São um trio e um par.                                                     |  | 3.744                 |
| 5  | Flush ou Cor             | Flush                   | São 5 cartas do mesmo naipe sem serem seguidas                            |  | 5.108                 |
| 6  | Sequência                | Straight                | São 5 cartas seguidas de naipes diferentes.                               |  | 10.200                |
| 7  | Trinca                   | Three of a kind         | São 3 cartas iguais mais duas cartas diferentes.                          |  | 54.912                |
| 8  | Dois Pares               | Two Pairs               | São 2 pares de cartas.                                                    |  | 123.552               |
| 9  | Par                      | One Pair                | São 2 cartas iguais e três diferentes.                                    |  | 1.098.240             |
| 10 | Carta mais Alta          | High Card               | Ganha quem tiver a carta mais alta, neste caso é melhor ter um AS na mão. |  | 1.302.540             |

## Terminologia demãos
Existem 1.326 (52 * 51 / 2) combinações diferentes para as duas cartas individuais recebidas entre as 52 do baralho. Apesar disso, como os naipes só são úteis para flushes, várias dessas combinações são indistinguíveis do ponto de vista de uma estratégia anterior ao flop. Considerando naipes como equivalentes, existem 169 (13 * 13) combinações distintas para as duas cartas individuais.
Como exemplo, apesar de J♥ J♣ e J♦ J♠ serem combinações distintas, elas são consideradas equivalentes antes do flop. Qualquer jogada com duas cartas de mesmo valor, como exemplificadas acima, são chamadas par de mão. Logo, cartas individuais 77 são chamadas par de mão de sete.

## Estratégia
Não existe método simples para definir as estratégias do hold 'em, já que se trata de um jogo de informações parciais e que depende em larga medida da postura adotada pelos demais jogadores durante a partida. De modo geral, a maioria dos autores recomenda uma estratégia agressiva para o jogo, o que envolve aceitar o jogo com cartas não tão boas, mas apostando e aumentando apostas frequentemente com outros jogadores agressivos. Todos os autores concordam que alterar a jogada baseado na posição do jogador é um componente importante na estratégia do jogo. Tendo em vista que a ordem das ações é geralmente a mesma em cada rodada de apostas, aqueles que jogam depois possuem mais informação que aqueles que jogam antes. Como resultado, a maioria das estratégias do pôquer encorajam a jogar menos quando estiver em posições iniciais e mais quando estiver em posições finais de aposta.

## O jogo na cultura popular
Em 1998, o filme Rounders, com a participação de Matt Damon e Edward Norton, mostrou um lado romântico de jogo como um estilo de vida. O Texas hold 'em era o jogo mais utilizado, com a variante sem limite de apostas. O filme mostra um vídeo de uma descida de cartas clássica entre Johnny Chan e Erik Seidel da World Series of Poker de 1988.
Em 2006, em 007 Cassino Royale, parte importante do filme envolve James Bond em uma partida de Texas hold 'em como o duelo com o vilão LeChiffre no casino royale de Montenegro.
E quando ele ganha o Aston Martin DB5 com uma trinca de ases nas Bahamas.

## Desporto de espectadores
O hold 'em se tornou atração de espectadores no Reino Unido com o programa televisivo Late Night Poker, em 1999. A popularidade do programa foi muito grande, que a ideia foi repassada para programas nos Estados Unidos.
Em 2003 o jogo explodiu em popularidade nos Estados Unidos, principalmente devido à cobertura do World Series of Poker pela rede ESPN. Nesse ano a vitória foi obtida pelo inexperiente jogador de pôquer pela internet Chris Moneymaker, que obteve direito em participar no torneio após ganhar uma série de torneios online. A vitória de Moneymaker despertou grande interesse no torneio mundial, baseado na ideia de que qualquer um, inclusive um inexperiente, pode se tornar um campeão mundial.
Em 2003 houve 839 inscrições para o torneio mundial. Em 2004 esse número triplicou. A vitória desse ano foi obtida por Greg Fossilman Raymer, um jogador cujos óculos holográficos o tornou uma lenda. Em 2005 houve 5619 inscrições, para um prêmio de 7.500.000 de dólares. O vencedor, Joseph Hachem da Austrália, era um jogador semi-profissional.